# Piper fuligineum
Piper fuligineum é uma espécie de  planta do gênero Piper e da família Piperaceae. 

## Taxonomia
A espécie foi descrita em 1841 por Ernst Gottlieb von Steudel. 
Os seguintes sinônimos já foram catalogados:  
- Artanthe fuliginea  (Kunth) Miq.
- Artanthe amplectens  Miq.
- Piper amplectens  (Miq.) C.DC.
- Piper palustre  C. DC.

## Forma de vida
É uma espécie terrícola, arbustiva e subarbustiva. 

## Descrição
Arbusto estriado denso-viloso a glabrescente; tricomas 0,5-1 mm de comprimento; pecíolo ca. 5 mm de comprimento, hirsuto, canaliculado com bainha na base; lâmina foliar com base subsimétrica, cordada, sinus obtuso, escabra em ambas as faces, hispida na face adaxial especialmente ao longo das nervuras, face abaxial com nervuras providas de tricomas alvos, rígido-subadepressos; nervuras secundárias 5-6, com 3-4 pares de nervuras próximo à base; pedúnculo híspido 2-4 cm de comprimento; espiga 5-6 cm de comprimento, bráctea floral com pedicelo esparso-piloso; fruto provido de glândulas no ápice, hispidulo ou glabro.  

## Uso
Seu óleo essencial é estudado para uso como inseticida.

## Conservação
A espécie faz parte da Lista Vermelha das espécies ameaçadas do estado do Espírito Santo, no sudeste do Brasil. A lista foi publicada em 13 de junho de 2005 por intermédio do decreto estadual nº 1.499-R. 

## Distribuição
A espécie é encontrada nos estados brasileiros de Amazonas, Bahia, Distrito Federal, Goiás, Maranhão, Minas Gerais, Mato Grosso do Sul, Mato Grosso, Paraná, Rio de Janeiro, São Paulo e Tocantins. 
A espécie é encontrada nos  domínios fitogeográficos de Floresta Amazônica, Caatinga, Cerrado e Mata Atlântica, em regiões com vegetação de campos rupestres, cerrado, mata ciliar, floresta ombrófila pluvial e palmeiral.